# 光化門站 (韓國)
光化門站（：／ Gwanghwamun yeok */?）副站名世宗文化會館（세종문화회관），是首都圈電鐵5號線沿線的一座地下車站，位於韓國首爾特別市鐘路區世宗大路，距离光化門有400多米的距离。

## 車站構造
站體為1面2線島式月台的地下車站，候車月台設有月台幕門，並有8處出口。

### 月台配置
| 西大門 ↑  |
| 下 上 \|  |
| ↓ 鐘路3街 |

| 月台 | 路線             | 目的地                                         |
| ---- | ---------------- | ---------------------------------------------- |
| 上行 | ●首都圈電鐵5號線 | 忠正路、新吉、木洞、傍花方向                   |
| 下行 | ●首都圈電鐵5號線 | 鐘路三街、峨嵯山、上一洞、河南黔丹山、馬川方向 |

## 歷史
- 1996年12月30日：落成啟用。

## 車站周邊
| - 景福宮站 - 鐘閣站 - 市廳站 - 古蹟群 - 德壽宮 - 景福宮 - 慶熙宮 - 光化門 - 國立古宮博物館 - 國立民俗博物館 - 首爾歷史博物館 - 光化門郵局 - 光化门广场 - 清溪廣場 - 首尔广场 - 省谷美術館 - 首爾市立美術館 - 世宗文化會館 - 教保人壽 - 教保文庫光化門店 - 救世軍中央會館 - 首尔特别市厅 - 首爾特別市議會 - 首爾地方警察廳 - 僱傭勞動部首爾綜合就業服務中心 - 新門路治安中心 - 梨花女子高校 - 韓國觀光公社首爾中心 - 日本國家旅遊局首爾觀光宣傳辦事處 | - 東亞媒體中心 - 東亞日報總社 - Channel A總部 - 朝鮮媒體中心 - 朝鮮日報 - TV朝鮮 - 首尔新闻 - 联合新闻TV - 韓國放送廣告進興公社 - 政府首尔厅舍 - 韓國外交部 - 韓國統一部 - 鐘路區廳 - 外國使館區 - 美國駐韓大使館 - 芬兰駐韓大使館 - 澳洲駐韓大使館 - 阿曼駐韓大使館 - 駐韓國台北代表部 - 新加坡駐韓大使館 - 以色列駐韓大使館 - 奥地利駐韓大使館 - 哥伦比亚駐韓大使館 - 洪都拉斯駐韓大使館 - KT光化門營業所 - 避馬路 - LOL Park - 錦湖韓亞集團總部 |

## 圖片

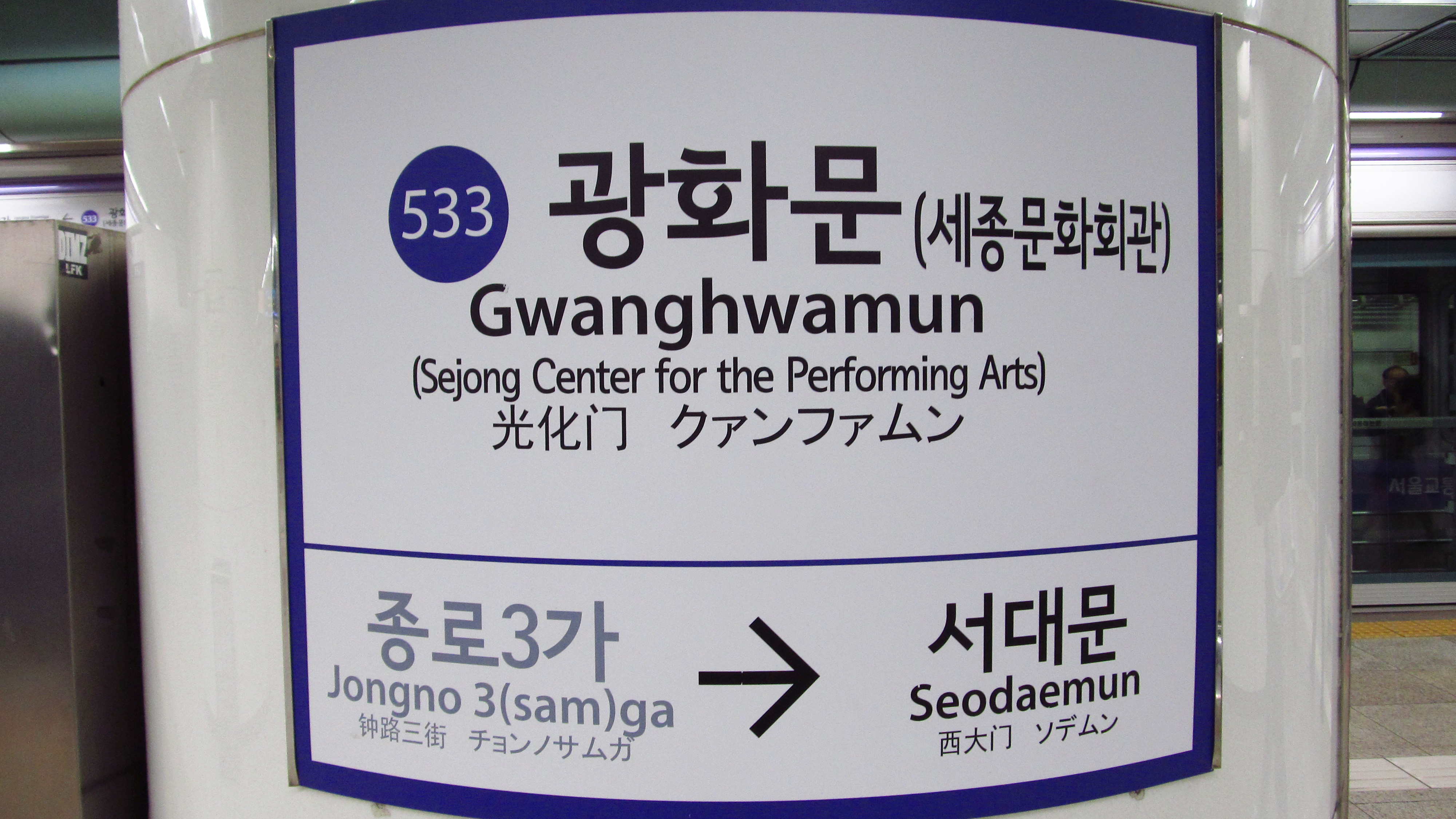
站名牌
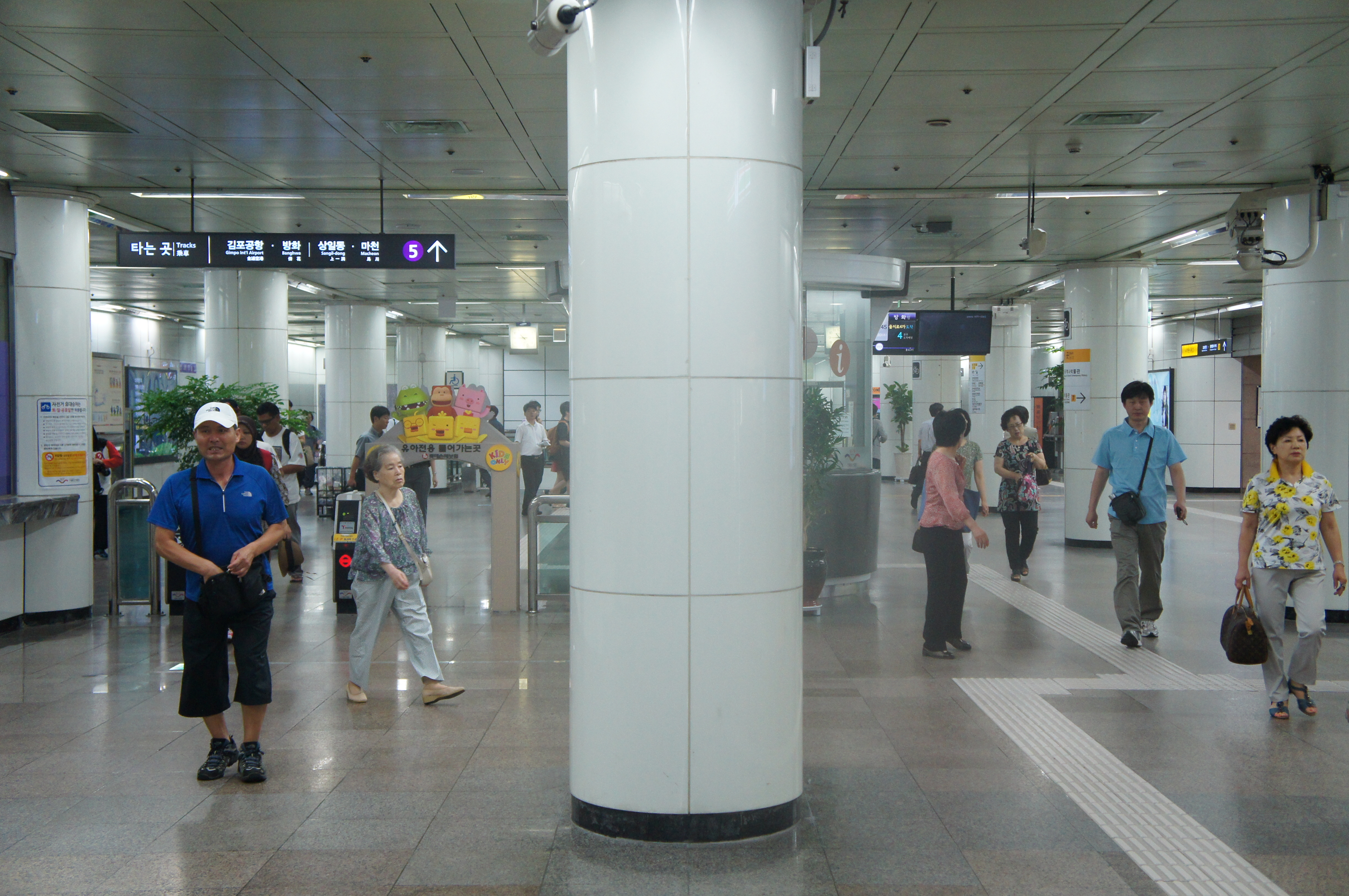
車站大廳
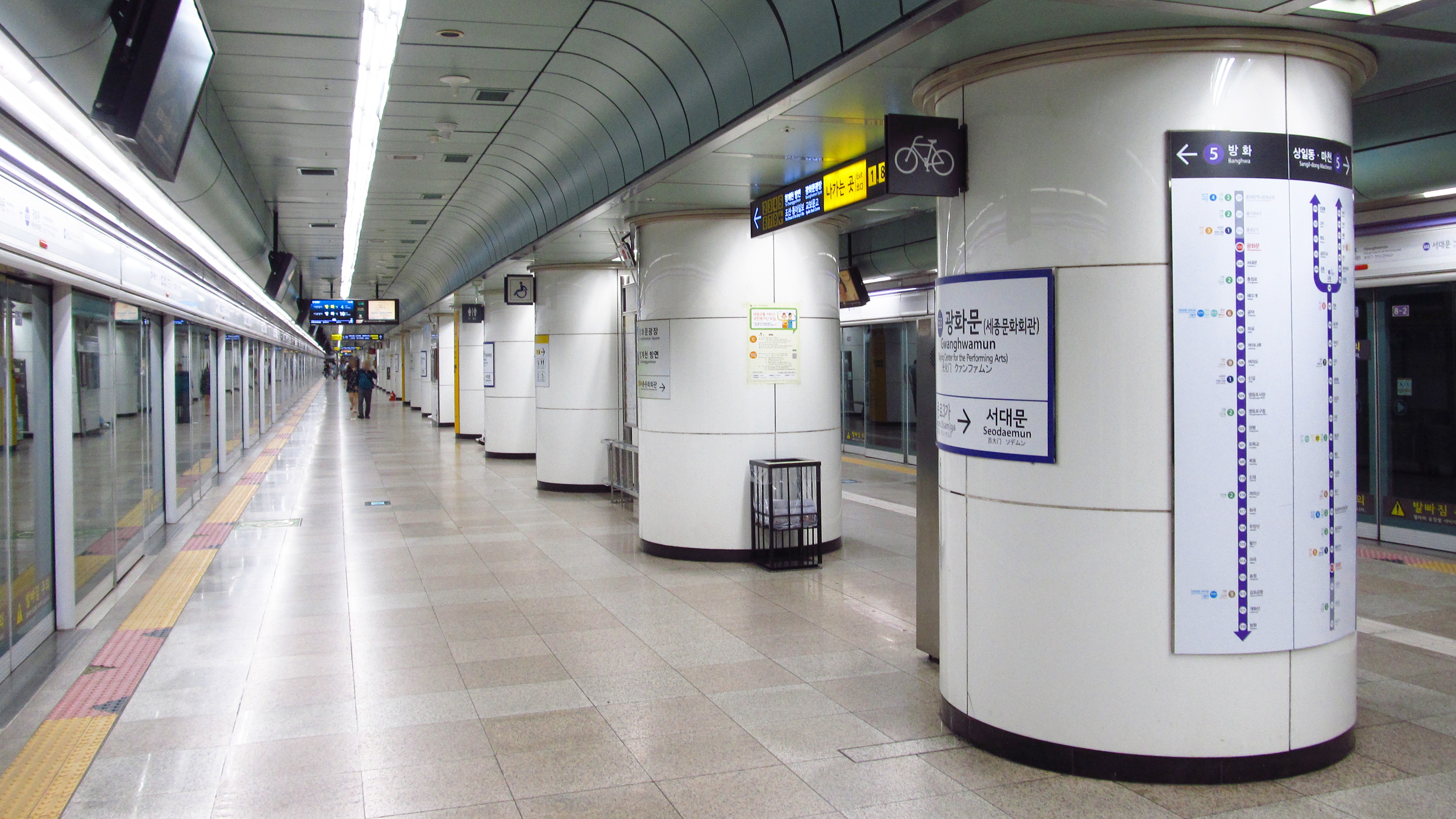
候車月台
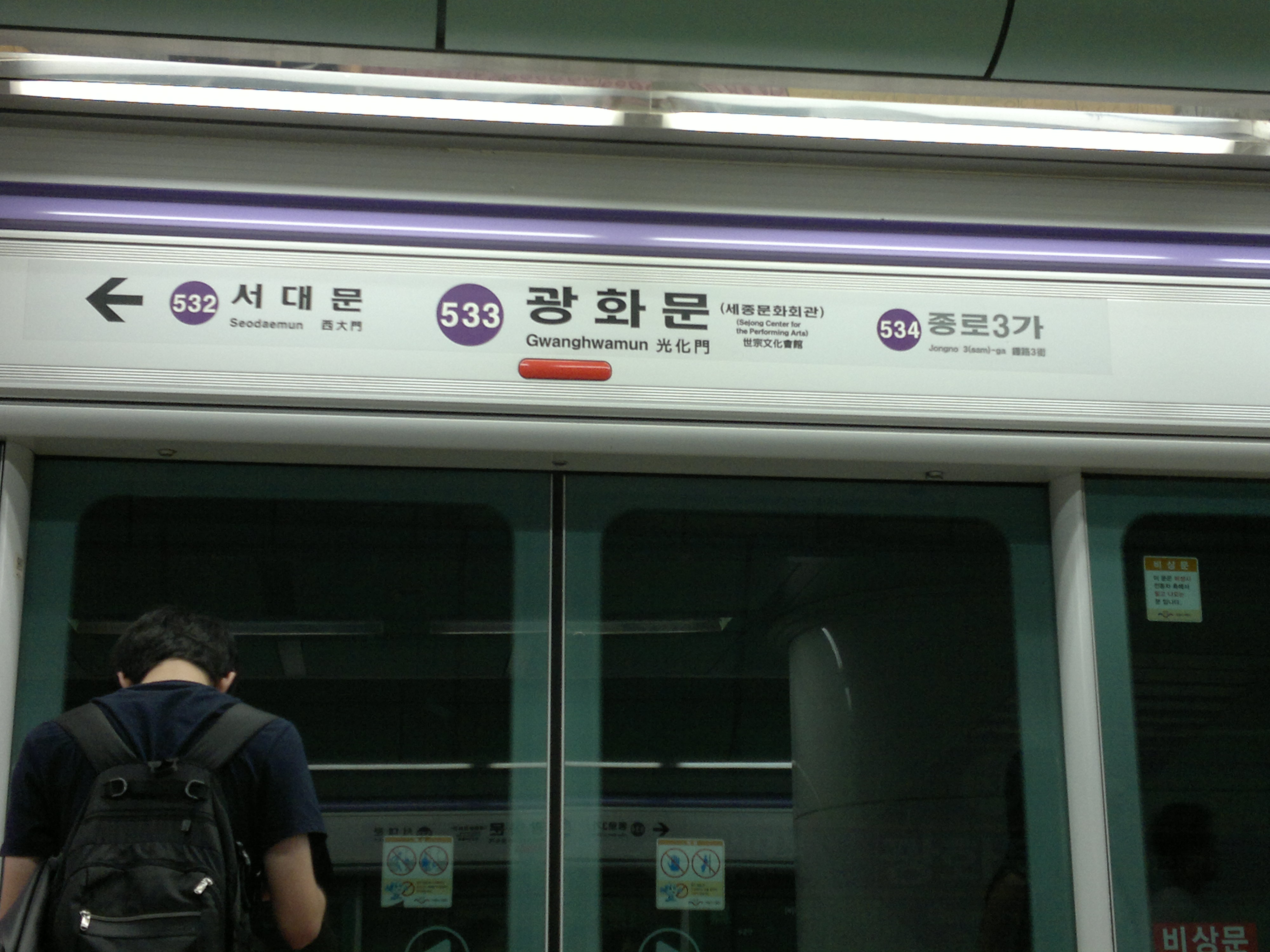
月台門資訊板
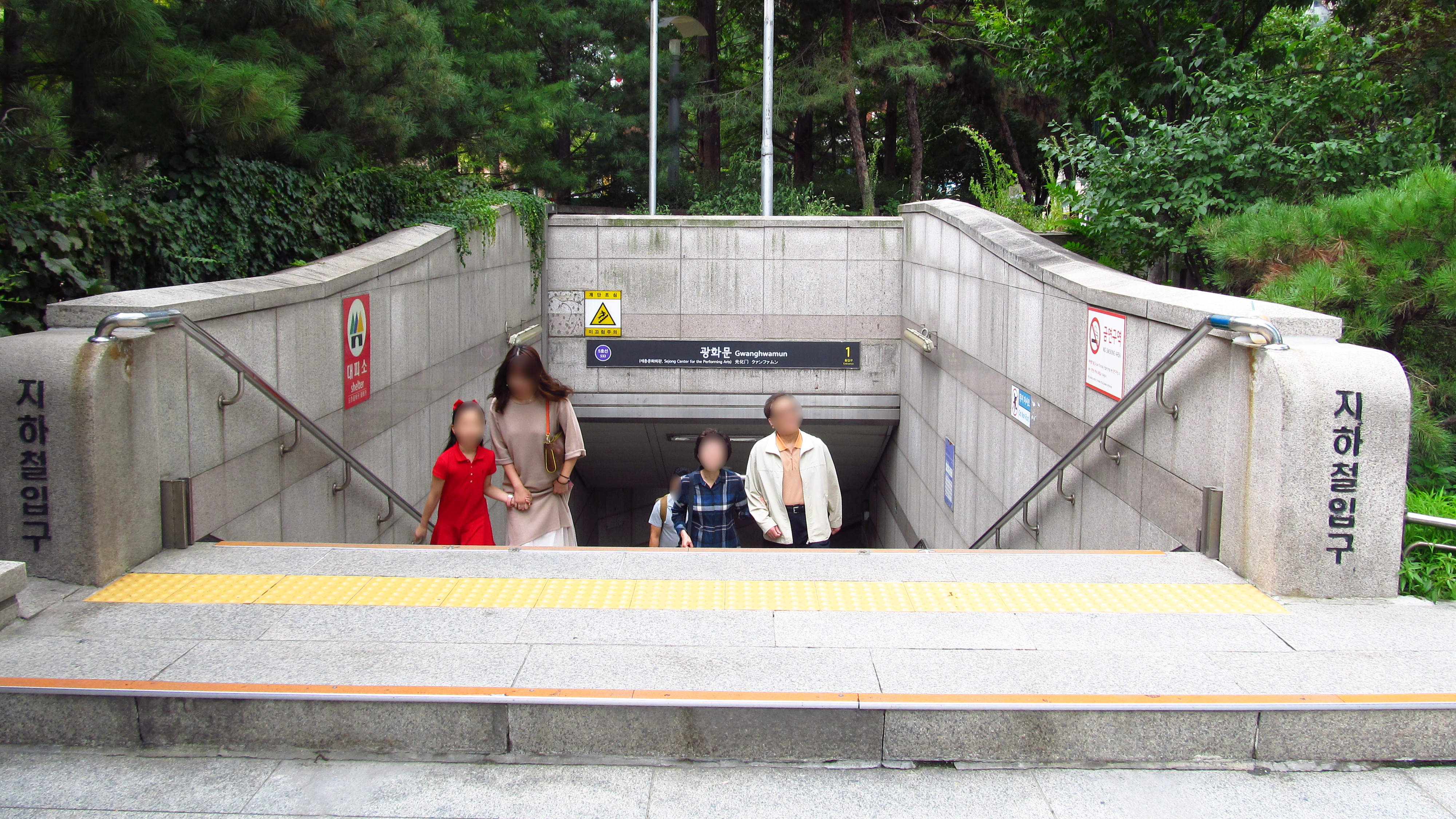
1號出口
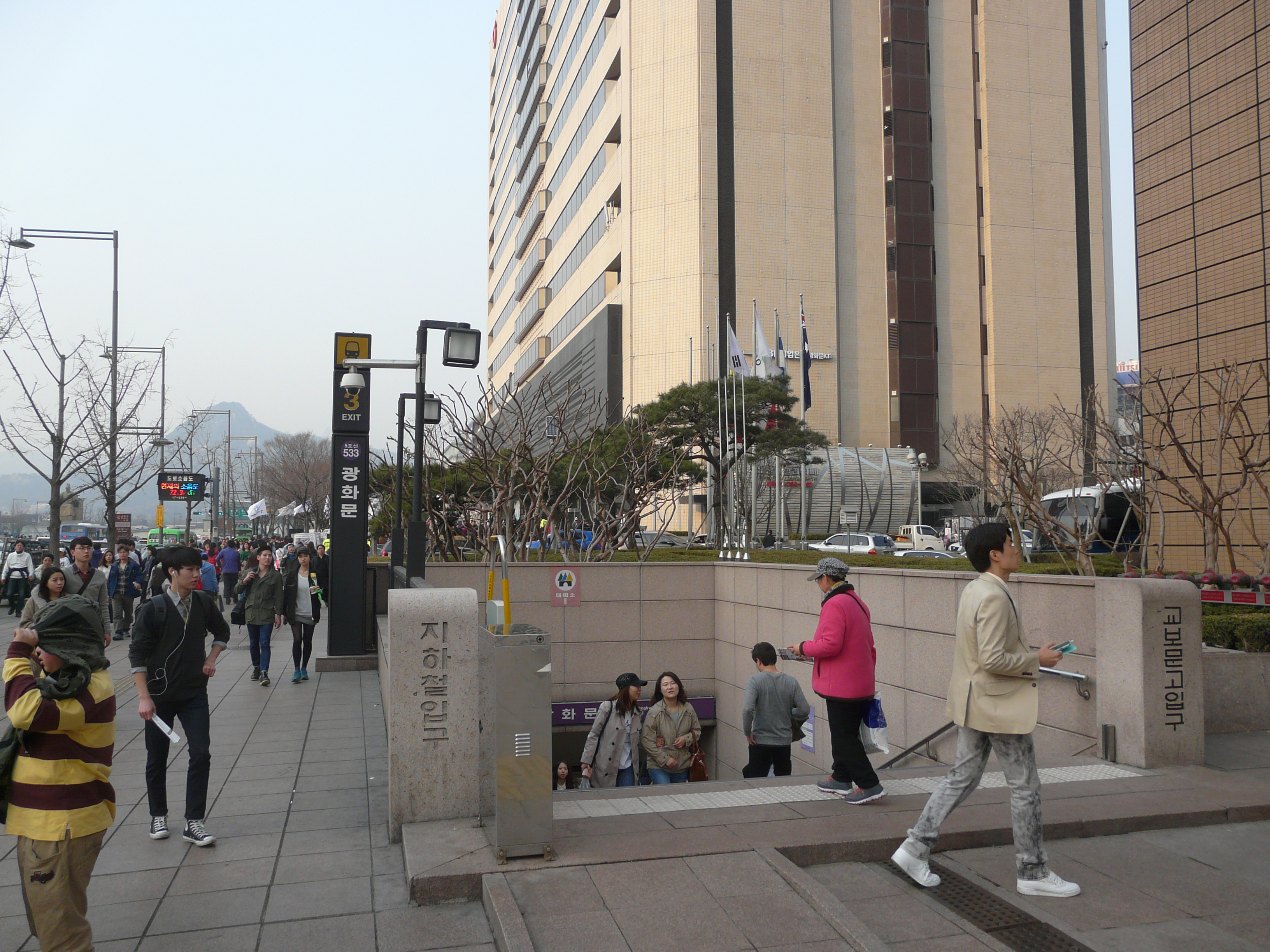
3號出口
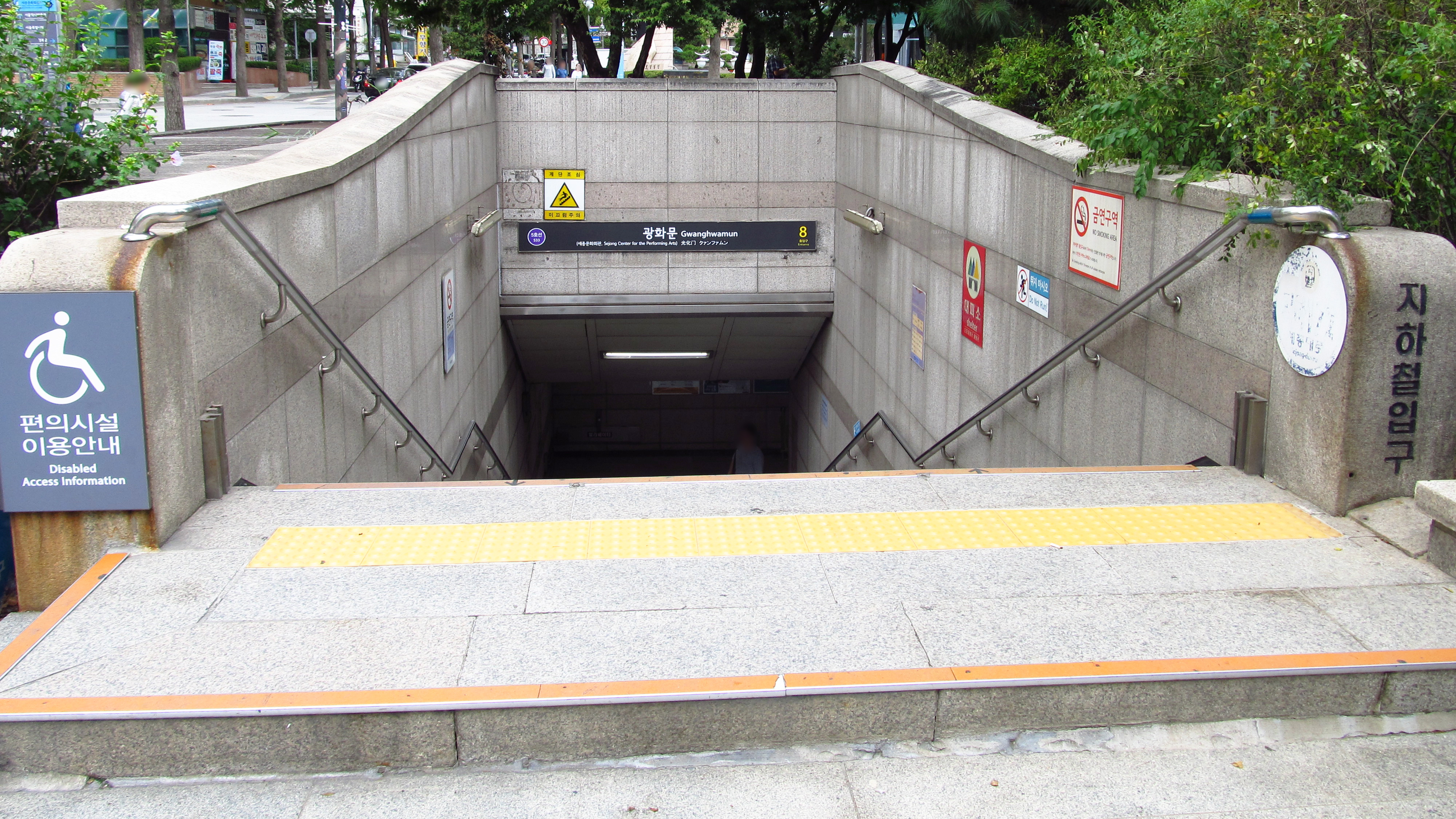
8號出口
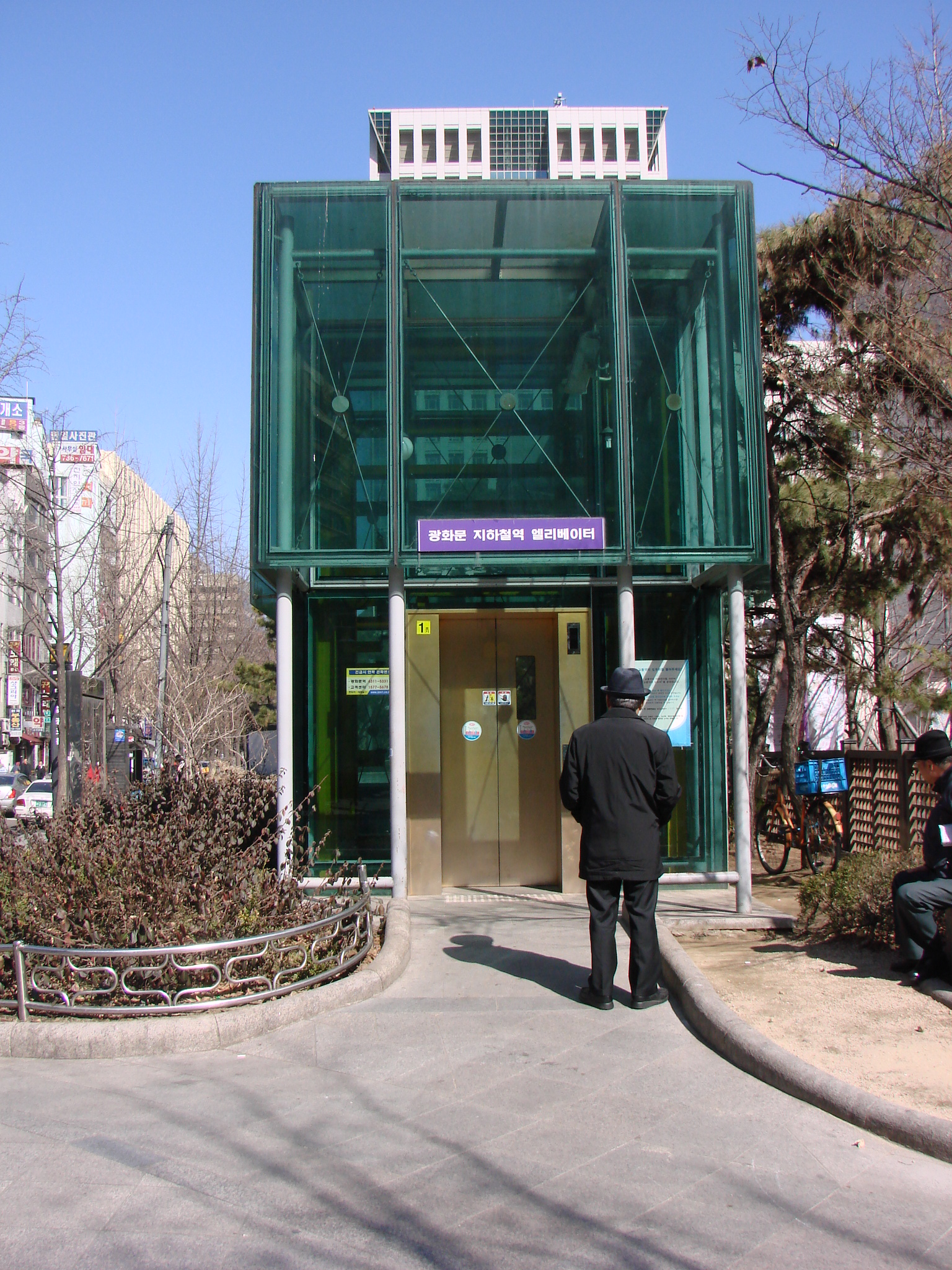
出口電梯

## 相鄰車站
首爾交通公社
●首都圈電鐵5號線
西大門（532）－光化門（533）－鐘路三街（534）